# Kuilgras

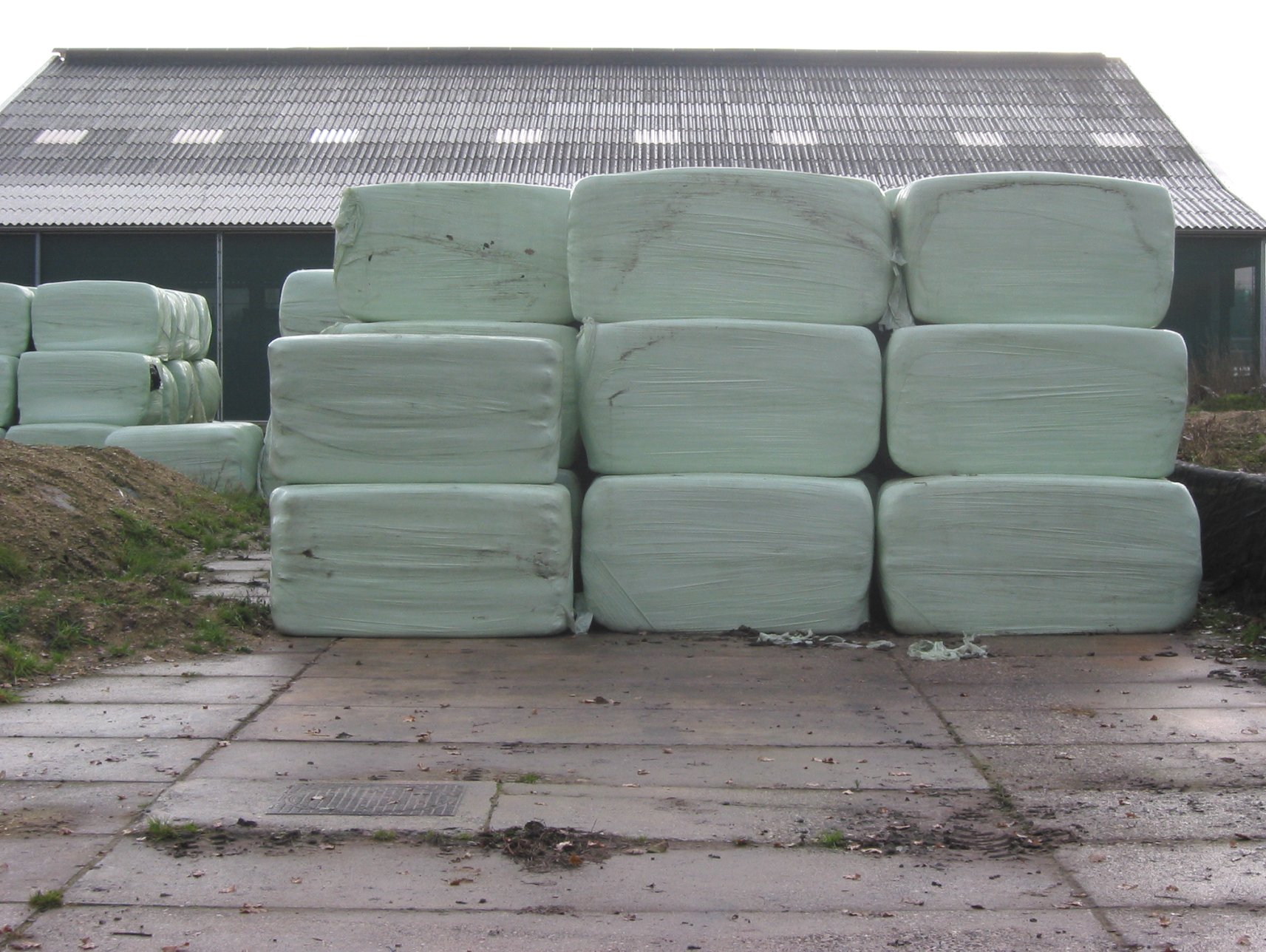
Kuilgrasbalen

Kuilgras, ook wel voordroog genoemd, bestaat uit gras dat in een sleufsilo, graskuil of in balen door melkzuurgisting wordt geconserveerd. Voor het maken van een graskuil wordt een zogenaamde kuilvoersnede van het grasland geoogst. Per jaar kunnen van hetzelfde perceel 5 tot 6 sneden genomen worden, als er niet tussendoor geweid wordt. Vaak wordt gemaaid met een maaikneuzer om het droogproces te versnellen. Na het maaien wordt het gras 1 tot 2 dagen op het veld gedroogd tot een drogestofgehalte van ongeveer 50% is bereikt. Om een snelle droging te krijgen wordt het gras enkele malen geschud. Vervolgens wordt het gras op rijen geharkt en met een opraapwagen van het grasland gehaald en naar een kuil getransporteerd.
Kuilgras wordt overwegend in de wintermaanden aan koeien gevoerd.

## Geschiedenis
Het idee van groenvoerconservering komt voor zover bekend uit Duitsland, waar in het begin van de negentiende eeuw al groengewas opgeslagen werd in silo's. Via de Franse landbouwkundige Auguste Goffart werd dit langzamerhand over de hele westerse wereld bekend. 
In Nederland was het de Nederlandsche Heidemaatschappij die zich in de eerste helft van de twintigste eeuw sterk maakte om op de Nederlandse boerenbedrijven veevoeropslag van de grond te krijgen. In de jaren 1930 begonnen boeren met het inkuilen van bietenblad en knollen, ook wel gemengd met gras. Op dezelfde manier als ook aardappelen werden opgeslagen voor eigen gebruik kon ook veevoer worden opgeslagen: men groef gewoonlijk een ondiepe kuil – vandaar het woord "inkuilen" –, waar vervolgens het voer in werd gegooid tot een hoop ontstond van soms een paar meter hoog, die ten slotte – nadat het voer een tijdje gebroeid had – werd afgedekt met bijvoorbeeld stro en vervolgens grond.

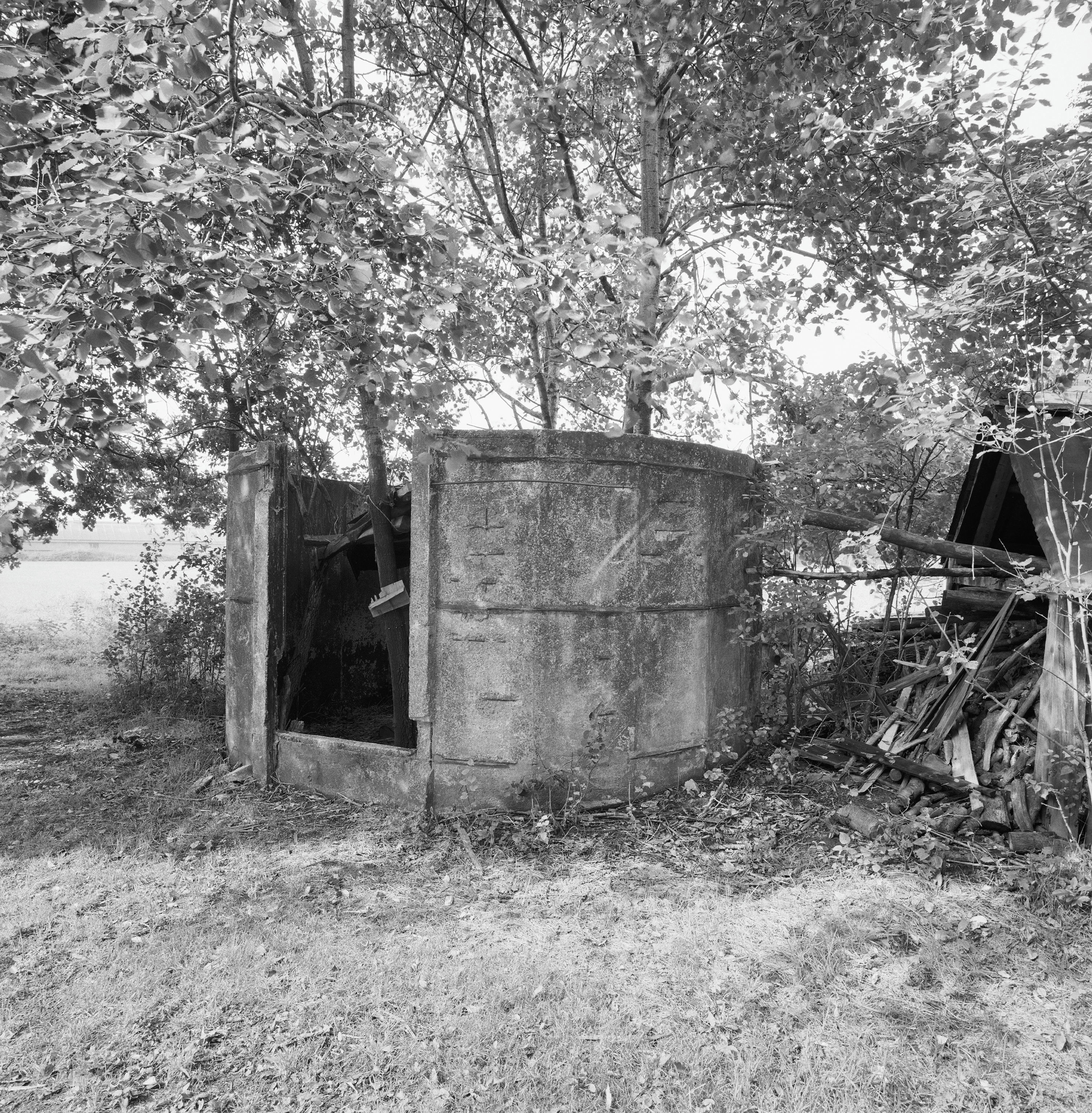
Oude grassilo in de buurt van Lunteren

Vanaf het einde van de jaren 30 kwam echter de betonnen grassilo in zwang, een ronde of achthoekige silo van gewapend beton, enkele meters breed en een meter of twee hoog, vaak voorzien van een overdekte houten opbouw van eveneens twee meter hoog, die door een Duitse vinding uit de Tweede Wereldoorlog was voorzien van een perssysteem.  De diameter was afhankelijk van de grootte van het bedrijf; later werd er soms nog een tweede bij gebouwd. Hierin kon gras worden opgeslagen dat bijvoorbeeld door natheid niet gehooid kon worden, zodat het toch nog als veevoer benut kon worden. De volgende tien jaar rezen deze grassilo's als paddenstoelen uit de grond. 
Aanvankelijk werd gras zo van het land in de silo gewerkt, waarna er zuur, in later tijd melasse, werd toegevoegd om bederf tegen te gaan.  Later kwamen er hakselaars in de handel die het gras hakselden voordat het in de silo werd geblazen. 
Vooral doordat het gras meestal ongedroogd werd ingehaald was de kwaliteit van het voer dat het vee in de winter gevoederd kreeg slecht. Om perswater uit het gras af te tappen zat er onderaan de betonnen wand aan de buitenkant een kraantje. Dat stinkende vocht werd wel gebruikt om brandnetels dood te spuiten.
Hoe dan ook, de grassilo werd ondanks zijn stormachtige begin geen succes en raakte in onbruik toen grasdrogerijen opkwamen, die vervolgens weer plaatsmaakten voor het proces van voordrogen en inkuilen in een kuilhoop of een sleufsilo en de laatste jaren meer en meer in kuilgrasbalen.

## Graskuil

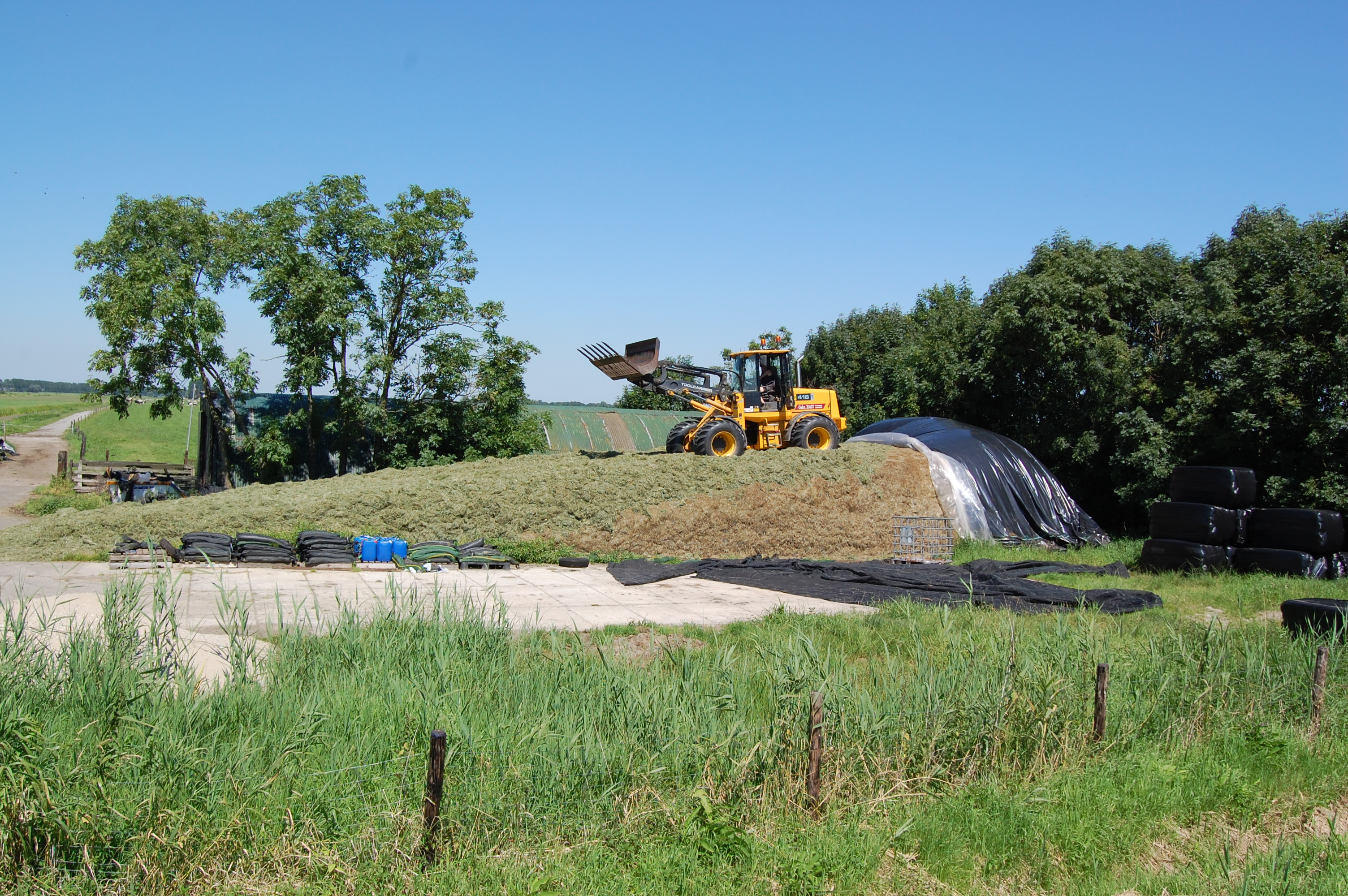
De aanleg van een graskuil bij een melkveebedrijf.

De graskuil wordt afgedekt met plastic, waarop autobanden of grond wordt aangebracht. Door de werking van bacteriën daalt de pH in de kuil en zorgt zo voor een goede conservering. De kuil mag niet te warm worden, omdat anders de boterzuurbacteriën de overhand krijgen en het gras verrot. Het kuilgras ruikt dan naar boterzuur. Om dit te voorkomen wordt de kuil met een tractor of laadschop stevig aangereden en direct daarna afgedekt. De graskuil mag niet te breed zijn, omdat anders bij het voeren de voersnelheid te laag is en aan het opengemaakte eind door bacteriewerking te veel opwarmt.

## Grasbalen

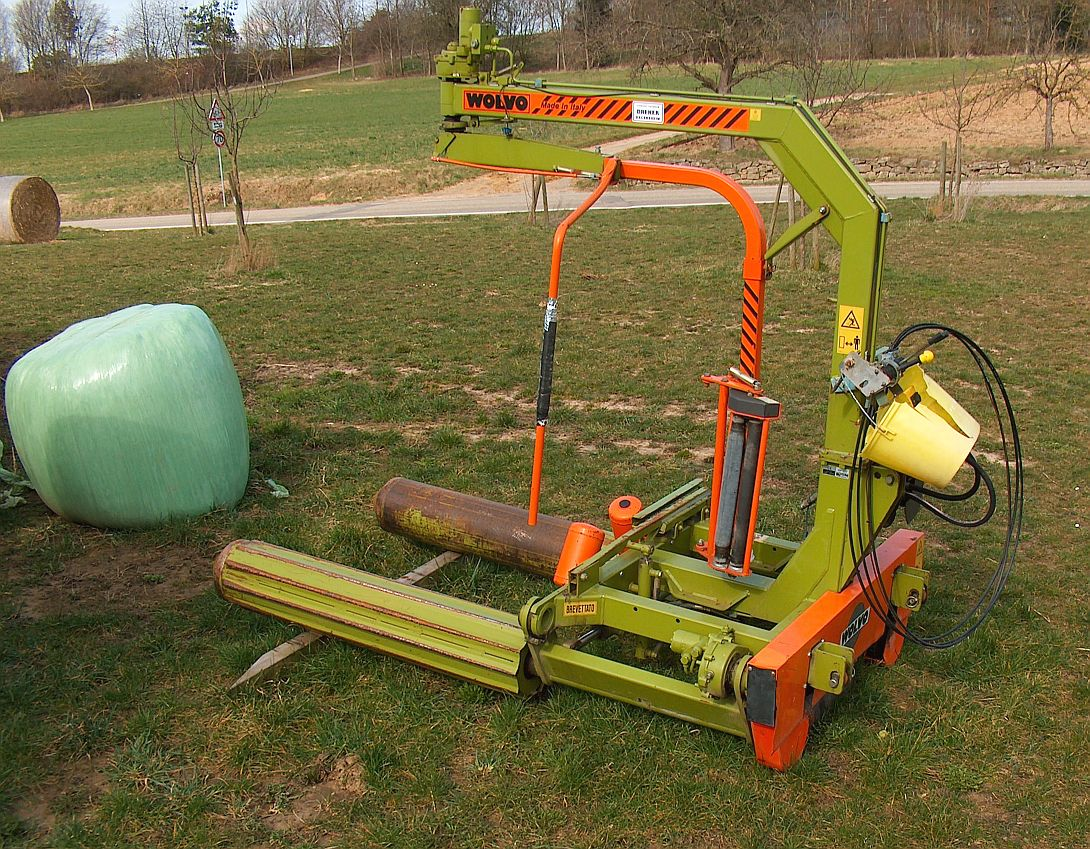
Balenwikkelapparaat Wolvo FW 12

Naast graskuilen wordt meer en meer gebruikgemaakt van grasbalen, waarbij het gras door een balenpers wordt samengedrukt en met plastic omwikkeld. Het voordeel hiervan is dat er minder arbeid voor het inkuilen en voeren nodig is en dat er geen opwarming van het voer plaatsvindt.

## Kwaliteit
Gras bevat door de assimilatie aan het eind van de dag de meeste suikers. Voor een hoge kwaliteit zou het beste aan het eind van de dag gemaaid moeten worden. Daarnaast heeft jong gras een hogere voederwaarde dan oud gras of gras met bloeistengels (doorgeschoten gras). Een kuilgrassnede bedraagt daarom maximaal 3000 kg drogestof per ha. In het voorjaar veroudert het gras minder snel dan later in het jaar.

Voorkomen moet worden dat grond door bijvoorbeeld molshopen in het gras komt, omdat dit de kwaliteit sterk negatief beïnvloedt en de kans op sporen van boterzuurbacteriën in het kuilgras verhoogt.

## Toevoegmiddelen
Bij een drogestofgehalte lager dan 35 tot 40% wordt vaak een toevoegmiddel gebruikt, omdat er anders geen goede conservering kan plaatsvinden.
Er wordt meestal zout en/of melasse toegevoegd. Behalve bij koud weer als het gras beneden de 10°C is hoeft geen conserveringsmiddel te worden toegevoegd. Vaak heeft de laatste snede in het najaar een laag drogestofgehalte, waardoor een toevoegmiddel moet worden gebruikt.
In de handel zijn ook speciale toevoegmiddelen en bacteriemengsels te verkrijgen.